# Jesus College (Cambridge)
Das Jesus College der University of Cambridge ist 1496 durch Umwandlung eines von John Alcock, dem damaligen Bischof von Ely, gegründeten Nonnenklosters entstanden. Es hieß, dieses Kloster sei durch allzu große Freizügigkeit aufgefallen.

## Name
Der vollständige Name des Colleges ist „The College of the Blessed Virgin Mary, Saint John the Evangelist and the glorious Virgin Saint Radegund, near Cambridge“ (Englisch für College der gebenedeiten Jungfrau Maria, des Evangelisten Johannes und der ehrwürdigen heiligen Jungfrau Radegundis nahe Cambridge).

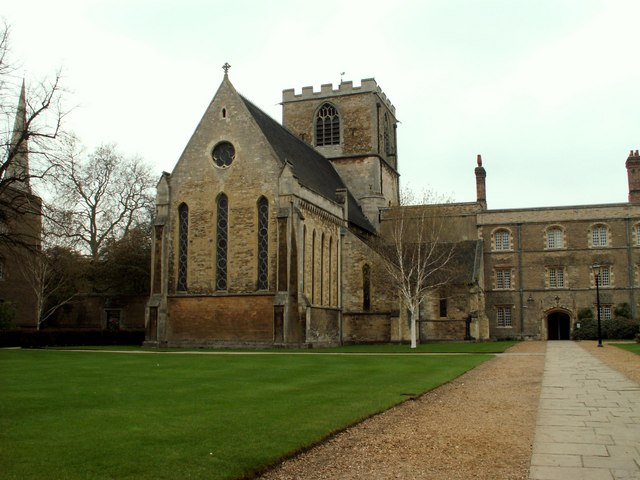
Chapel Court mit der Kirche des ehemaligen Klosters, nun die Jesus College Chapel

Sein gebräuchlicher Name Jesus College leitet sich von seiner Klosterkirche, der Jesus Chapel, her, die von 1157 bis 1245 als Benediktinerkonvent St. Mary and St. Radegund errichtet wurde und das älteste Gebäude der Universität ist, das immer noch benutzt wird.

## Zahlen zu den Studierenden
Im Dezember 2022 waren 923 Studierende am Jesus College eingeschrieben. Davon strebten 528 (57,2 %) ihren ersten Studienabschluss an, sie waren also undergraduates. 395 (42,8 %) arbeiteten auf einen weiteren Abschluss hin, sie waren postgraduates, darunter 258 Doktoranden. 2020 waren es 949 Studierende, davon 414 im weiterführenden Studium, 2021 insgesamt 948.

## Vermögen

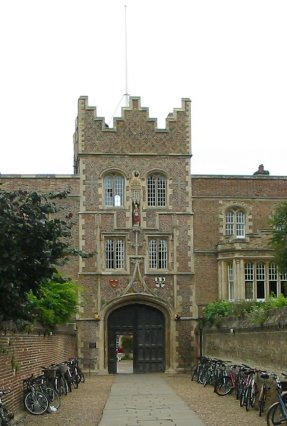
Jesus College

Im Jahr 2020 betrug das Nettovermögen des Colleges 345 Millionen £ (2014: 276 Mio. £), womit das College zu den wohlhabenderen in Cambridge gehörte – 2014 war es an dritter Stelle gewesen.

## Master des Jesus College

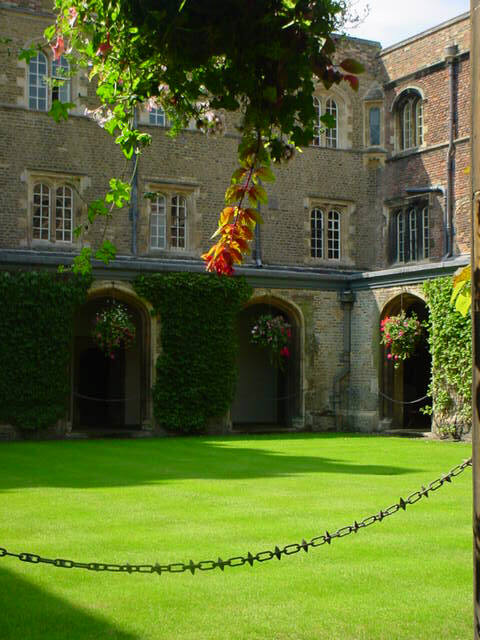
Klosterhof (Cloister Court)

Ein Leiter eines Colleges in Cambridge wird Master genannt. Bekannte Master des Jesus Colleges waren bzw. sind:
- 1945–1959: E. M. W. Tillyard (1889–1962), Literaturwissenschaftler
- 1959–1973: Denys Lionel Page (1908–1978), Philologe, Gräzist und Papyrologe
- 1974–1986: Alan Cottrell (1919–2012), Metallurg und Physiker, Materialwissenschaftler[8]
- 1986–1997: Colin Renfrew (1937–2024), Archäologe
- 1997–2000: David Crighton (1942–2000), Mathematiker
- 2001–2011: Robert Mair (* 1950), Bauingenieur, Geotechniker
- 2011–2019: Ian H. White (* 1959), Physikprofessor, Geschäftsmann
- seit 2019: Sonita Alleyne (* 1968), Philosophin und Firmengründerin

## Bekannte Absolventen des Colleges
Zu den bekannten Absolventen des Colleges zählen:
- Samuel Taylor Coleridge (1772–1834), Dichter, Kritiker und Philosoph, studierte ab 1791 am Jesus College
- Thomas Robert Malthus (1766–1834), Ökonom, studierte ab 1784 am Jesus College und erhielt 1788 einen Abschluss in Mathematik[9]
- James Reid, Baron Reid (1890–1975), schottisch-britischer Jurist und Politiker der Conservative Party, Lordrichter, studierte bis 1910 Rechtswissenschaften am Jesus College
- Roger Toulson, Lord Toulson (1946–2017), Anwalt und Richter, 2013 bis 2017 Richter im Obersten Gerichtshof des Vereinigten Königreichs
- David Hare (* 1947), Dramatiker, Drehbuchautor und Regisseur, Studienabschluss in Anglistik 1968
- Roger Scruton (1944–2020), Schriftsteller und Philosoph, BA 1965, MA 1967 und Promotion 1972 am Jesus College
- Nick Hornby (* 1957), Schriftsteller und Drehbuchautor, studierte Anglistik
- Peter D. Mitchell (1920–1992), Chemiker, erhielt 1978 den Nobelpreis für Chemie
- Grace Chatto (* 1985), Jack Patterson und Neil Amin-Smith, die Mitglieder der Band Clean Bandit, lernten sich während ihres Studiums an Jesus College kennen.

## Bekannte Hochschullehrer des Colleges
- Thomas Cranmer (1489–1556), unterrichtete Theologie am Jesus College, von 1532 bis 1555 Erzbischof von Canterbury – während seiner Amtszeit wurde Heinrich VIII. Oberhaupt der Church of England, die sich damit von der römisch-katholischen Kirche trennte.[10]
- Philip Warren Anderson (1923–2020), theoretischer Physiker, der 1977 den Nobelpreis für Physik erhielt. Er lehrte von 1969 bis 1975 am Jesus College.[11]